# Marian Stasiak
Marian Stasiak (ur.5 czerwca 1942 w Garbowie) – polski duchowny katolicki, kanonista, doktor habilitowany, emerytowany profesor nadzwyczajny Katolickiego Uniwersytetu Lubelskiego Jana Pawła II, w latach 1989–1999 dziekan Wydziału Prawa, Prawa Kanonicznego i Administracji KUL. 

## Życiorys
Został duchownym diecezji lubelskiej. Odbył studia na Wydziale Teologii Katolickiego Uniwersytetu Lubelskiego Jana Pawła II (1960–1966) i na Wydziale Prawa Kanonicznego KUL (1967–1970), uzyskując tytuł magistra teologii oraz magistra i licencjata prawa kanonicznego. W 1974 został pracownikiem KUL. W 1974 na podstawie napisanej pod kierunkiem prof. Daniele Faltina rozprawy pt. Disciplina synodale della Chiesa diritto bizantio-slavo in Polonia secondo i sinodi Provinciali di Zamość (1720) e di Leopoli (1891) na Papieskim Uniwersytecie Gregoriańskim w Rzymie uzyskał stopień naukowy doktora. W 1984 na podstawie dorobku naukowego oraz monografii pt. „Communio” zasadą formalną prawa kanonicznego uzyskał stopień doktora habilitowanego. W latach 1989–1999 był dziekanem Wydziału Prawa, Prawa Kanonicznego i Administracji KUL, a w latach 2000–2013 był kierownikiem Katedry Teologii i Norm Ogólnych Prawa Kanonicznego.
Należał do kręgu inicjatorów utworzenia Wydziału Zamiejscowego Nauk Prawnych i Ekonomicznych KUL w Tomaszowie Lubelskim. Według informacji podanej na witrynie kul.pl „pełnił funkcję kapelana Premiera Rządu H. Suchockiej”. 
W 2001 został odznaczony m.in. Krzyżem Kawalerskim Orderu Odrodzenia Polski (2001) i Medalem za zasługi dla KUL (2007).
Został członkiem: Consociatio Internationalis Studio Iuris Canonici Promovendo, Canon Law Society of England (Londyn) i Stowarzyszenia Kanonistów Polskich.
W 2014 tygodnik „Gość Niedzielny” podał, że ks. Marian Stasiak był od 1977 tajnym współpracownikiem Służby Bezpieczeństwa (TW „Stanisław”).